# Religionsfreiheit in der Europäischen Union
Die Religionsfreiheit in der Europäischen Union ist ein in der Charta der Grundrechte der Europäischen Union gewährleistetes Freiheitsrecht.  Darüber hinaus befinden sich Bestimmungen zur Religions- und Weltanschauungsfreiheit in den Verfassungen der Mitgliedstaaten der Europäischen Union. Alle Mitglieder der Europäischen Union haben zudem die Europäische Menschenrechtskonvention ratifiziert, die in Art. 9 die Gedanken-, Gewissens- und Religionsfreiheit festschreibt.

## Normierung

### Religionsfreiheit in der Charta der Grundrechte der Europäischen Union
Die Charta der Grundrechte der Europäischen Union führt die Gedanken-, Gewissens- und Religionsfreiheit in Art. 10 als eines der Grundrechte der Union auf:
„Gedanken-, Gewissens- und Religionsfreiheit
(1) Jede Person hat das Recht auf Gedanken-, Gewissens- und Religionsfreiheit. Dieses Recht umfasst die Freiheit, seine Religion oder Weltanschauung zu wechseln, und die Freiheit, seine Religion oder Weltanschauung einzeln oder gemeinsam mit anderen öffentlich oder privat durch Gottesdienst, Unterricht, Bräuche und Riten zu bekennen.

(2) Das Recht auf Wehrdienstverweigerung aus Gewissensgründen wird nach den einzelstaatlichen Gesetzen anerkannt, welche die Ausübung dieses Rechts regeln.“
Art. 21 Abs. 1 verbietet zudem Diskriminierungen wegen der Religion oder der Weltanschauung.  Art. 22 garantiert darüber hinaus die Achtung der Vielfalt der Religionen durch die Europäische Union:
„Die Union achtet die Vielfalt der Kulturen, Religionen und Sprachen.“

### Leitlinien der EU für Religions- und Weltanschauungsfreiheit
Orientierung darüber, wie die Religions- und Weltanschauungsfreiheit verstanden und gefördert werden soll, bieten zudem die Leitlinien der EU für Religions- und Weltanschauungsfreiheit (Englisch: „EU Guidelines on the promotion and protection of freedom of religion or belief“). Die Leitlinien, die für den Umgang mit Drittstaaten bestimmt sind, wurden am 24. Juni 2013 durch den Rat für Auswärtige Angelegenheiten der EU beschlossen.

### Religionsfreiheit in der Europäische Menschenrechtskonvention
Darüber hinaus befinden sich in der Europäischen Menschenrechtskonvention (EMRK) Bestimmungen zur Religions- und Weltanschauungsfreiheit. Dort ist diese in Art. 9 als „Gedanken-, Gewissens- und Religionsfreiheit“ festgeschrieben. Alle Mitgliedstaaten der Europäischen Union haben die Europäische Menschenrechtskonvention ratifiziert. Der Vertrag von Lissabon, der 2009 in Kraft getreten ist, sieht auch einen Beitritt der Europäischen Union zur EMRK vor. Zwischen 2010 und 2013 fanden hierzu Verhandlungen zwischen den 47 Mitgliedsstaaten des Europarates und der Europäischen Kommission als Vertretung der EU statt. 2014 urteilte jedoch der Europäische Gerichtshof, dass diesen Verhandlungen resultierende Vereinbarung nicht mit dem Gemeinschaftsrecht der Europäischen Union vereinbar sei. Daher erfolgte bislang kein Beitritt der EU zur EMRK. 2020 wurden die Verhandlungen über den Beitritt jedoch wieder aufgenommen.
Während die EMRK in allen Mitgliedstaaten des Europarates gilt, ist die Charta der Grundrechte der Europäischen Union (GRCh) nur in den Mitgliedstaaten der Europäischen Union verbindlich (Art. 6 des Vertrages über die Europäische Union). Die in der GRCh genannte Religionsfreiheit garantiert zumindest ein Schutzniveau, das dem durch die EMRK gewährten entspricht (Art. 52 Abs. 3, Art. 53 GRCh).

## Streitfälle und Rechtssprechung

### Tragen religiöser oder weltanschaulicher Symbole am Arbeitsplatz
Der Europäische Gerichtshof (EuGH) räumt öffentlichen Verwaltungen einen Ermessenspielraum bei der Ausgestaltung eines weltanschaulich neutralen Arbeitsumfeldes ein. Im November 2023 entschied das Gericht, dass ein Verbot des sichtbaren Tragens von Zeichen, die weltanschauliche oder religiöse Überzeugungen erkennen lassen, zur Schaffung eines vollständig neutralen Verwaltungsumfeldes keine Diskriminierung darstellt, solange eine entsprechende Regel allgemein und unterschiedslos auf das gesamte Personal angewandt wird und sich auf das absolut Notwendige beschränkt (Urteil vom 28.11.2023 - C-148/22). Mit der Entscheidung beantwortete das Gericht ein Vorabentscheidungsersuchen nach Art. 267 AEUV, das 2022 das Arbeitsgericht Lüttich eingereicht hatte. Vor dem Arbeitsgericht hatte eine Bedienstete der belgischen Gemeinde Ans geklagt, der als Büroleiterin einer Behörde das Tragen eines islamischen Kopftuchs am Arbeitsplatz untersagt worden war und die sich dadurch in ihrer Religionsfreiheit verletzt und diskriminiert gefühlt hatte.
Das Urteil des EuGH stieß auf große Kritik, u. a. durch hochrangige Vertreter der Europäischen Rabbinerkonferenz, des Islamrates für die Bundesrepublik Deutschland sowie der Deutsch-Israelischen Gesellschaft.

## Institutionen zur Förderung der Religions- und Weltanschauungsfreiheit
- Interfraktionelle Arbeitsgruppe Religions- und Glaubensfreiheit und religiöse Toleranz des Europäischen Parlaments[21][22]
- Interfraktionelle Arbeitsgruppe Christen im Nahen Osten des EU-Parlaments[23][22]
- Sonderbeauftragter für Religions- und Glaubensfreiheit außerhalb der EU[22]: Das Amt des Sonderbeauftragten wurde 2016 geschaffen.[24] Seit 7. Dezember 2022 hält Franciskus Van Daele das Amt des Sonderbeauftragten inne.[25]

Darüber hinaus gibt es weitere Institutionen zu deren Aufgaben es gehört, die Grundrechte der EU und/oder die Menschenrechte im Allgemeinen, unter die auch die Religions- und Weltanschauungsfreiheit fällt, zu fördern:
- Agentur der Europäischen Union für Grundrechte
- Unterausschuss für Menschenrechte des Europäischen Parlaments

## Inhalt und Grenzen
Die Lage der Religionsfreiheit in den Mitgliedstaaten der Europäischen Union wird von unabhängigen Experten mit Ausnahmen als vergleichsweise positiv bewertet. In Diskussionen über Fragen der Religionsfreiheit zeichnet auf der Ebene der Europäischen Union allerdings zunehmend eine Polarisierung ab, die das gemeinschaftliche Engagement für das Menschenrecht beeinträchtigt.